# Heinrich Dreser
Heinrich Dreser (Darmstadt (Império Austríaco), 1 de outubro de 1860 - 21 de dezembro de 1924) foi um químico alemão, responsável pelos projectos da Bayer com a aspirina e a heroína. Foi também uma figura chave na criação de uma droga muito usada por todo o mundo, a codeína.
Trabalhou na Bayer entre 1897 e 1914.
Arthur Eichengrün veio a dizer, sem provas concretas, que a descoberta da aspirina lhe havia sido roubada por Dreser.